# Марокко на літніх Олімпійських іграх 1992
Марокко брала участь в Літніх Олімпійських іграх 1992 року в Барселоні (Іспанія) у восьмий раз за свою історію і завоювала одну золоту, срібну та бронзову медалі. Збірну країни представляли 44 спортсмена (43 чоловіка та 1 жінка).

## Золото
- Легка атлетика, чоловіки, 10000 метрів — Халід Сках.

## Срібло
- Легка атлетика, чоловіки, 1500 метрів — Рашид ель Басір.

## Бронза
- Бокс, чоловіки — Мухаммед Ашик.

## Склад олімпійської команди Марокко

### Бокс
Спортсменів — 7
- До 54 кг. Мухаммед Ашик Підсумок —  бронзова медаль.
- До 48 кг. Мухаммед Збір
- До 51 кг. Хамід Берхілі
- До 60 кг. Камаль Маржуан
- До 67 кг. Абделла Тауане
- До 71 кг. Мухаммед Месбахі
- Понад 91 кг. Ахмед Сарір

### Легка атлетика
- Жінки, 400 метрів з перешкодами — Нужа Бідуане.